# Людовик XIII Справедливий
Людовик XIII Справедливий (фр. Louis le Juste; 27 вересня 1601, Фонтенбло — 14 травня 1643, Сен-Жермен-ан-Ле) — король Франції та Наварри в 1610—1643 роках. Титули: Дофін В'єнський, губернатор Нормандії (1608—1610).

## Біографія

### Ранні роки та початок правління
Народжений у Фонтенбло, Людовик XIII був найстаршою законною дитиною короля Генріха IV — першого короля з династії Бурбонів та Марії Медічі. Йому довелося зростати з позашлюбними дітьми свого батька, що йому не подобалося і залишило відбиток на його особистості. Відомості про дитячі роки дофіна збереглися найповніше в щоденнику його лікаря Еруара, які свідчать про досить розпусну атмосферу королівського двору.
Своїх незаконнонароджених братів і сестер він називав «фефе» і класифікував їх, як «суча порода». Породи йшли в такому порядку: «Спочатку моя, потім фефе Вандома, потім фефе Шевальє, за цим фефе Вернея і нарешті маленького Море. Цей останній для мене просто смішний…».

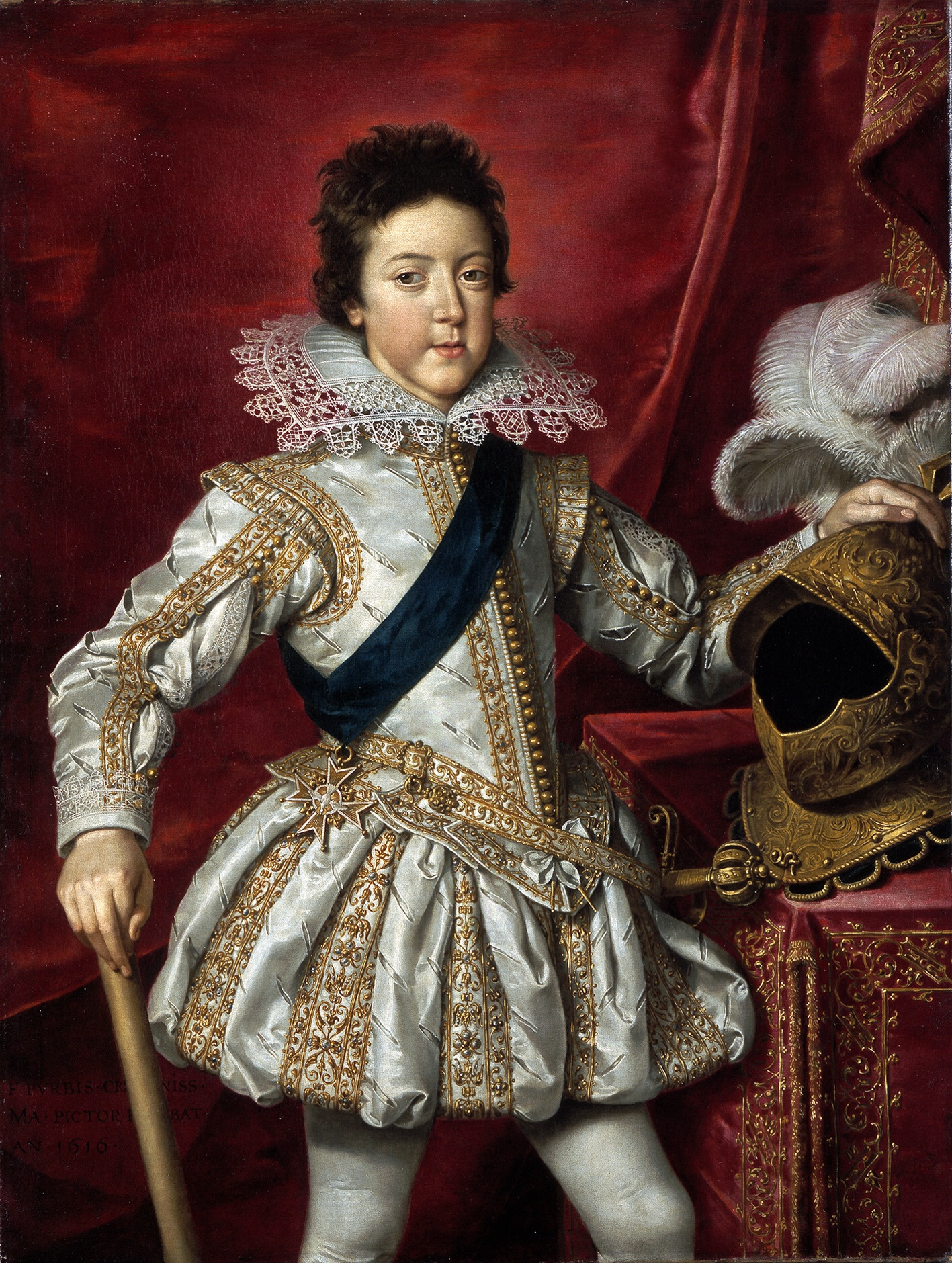
Портрет Людовика XIII роботи Франса Пурбуса Молодшого, бл. 1616 р.

У 1609 році він переїхав до Лувра, де на вимогу батька мав готуватися до ведення державних справ. Він отримав достатньо поверхневе виховання від свого наставника Жиля де Сувре. Людовик мало цікавився латиною та письмом. Найбільше його приваблювали полювання та музика. Крім того він був чудовим вершником.
Став королем у 1610 році у віці восьми з половиною років, після вбивства Генріха IV Равальяком. Через те, що він ще не досяг повноліття, регентом стала його мати, яка мала правити допоки королю не виповнилося б тринадцять років. Але через своє властолюбство Марія Медічі відмовлялася віддавати владу, тому Людовик XIII почав самостійно правити лише в п'ятнадцять років. Регентша відступила від політики Генріха IV і вирішила укласти союз із Іспанською імперією, для чого було домовлено про шлюб короля з інфантою Анною Австрійською, дочкою короля Іспанської імперії Філіпа III Побожного. Шлюб був укладений 9 листопада 1615 року, але їхні сексуальні відносини не починалися приблизно до 1619 року. Цей шлюб викликав занепокоєння у шляхтичів-гугенотів. Багато знатних гугенотів почали покидати двір і готуватися до громадянської війни, але королеві-регентші вдалося з ними домовитися. Після досягнення повноліття Людовик XIII підтвердив Нантський едикт та скликав Генеральні штати, які, однак, не мали особливого значення. Цей період характеризується боротьбою аристократичної опозиції з посиленням абсолютизму. Голова аристократів принц Генріх ІІ Конде був ув'язнений в Бастилії фаворитом Марії Медічі Кончіні, маршалом д'Анкром. Але 24 квітня 1617 року з відома короля Кончіні застрелили, а трохи пізніше королева Марія Медічі була заслана в Блуа.

### Самостійне правління
Після того як Людовик XIII почав самостійне правління в 1617 році, він перебував під впливом свого фаворита та наставника герцога Люїня, який був на 23 роки старшим за короля. Королева-мати в 1619 році втекла з Блуа і підняла армію проти сина, але повстання було не досить вдалим. Король вирішив помиритися з матір'ю і відповідно до Ангулемського договору від 30 квітня 1619 року вона отримала Шинон та Анже, але без права засідати в Раді. Невдоволена своєю роллю Марія Медічі почала громадянську війну, яка закінчілася її поразкою при Понт-де-Се в серпні 1620 року, де король особисто командував своєю армією. Бажаючи все ж досягти примирення з матір'ю, Людовик XIII дозволив їй повернутися у Париж. Але вона поставила йому умову, що готова повернутися лише, якщо до Королівської ради буде введено її тодішнього фаворита єпископа Люсонського Рішельє. На що король погодився.

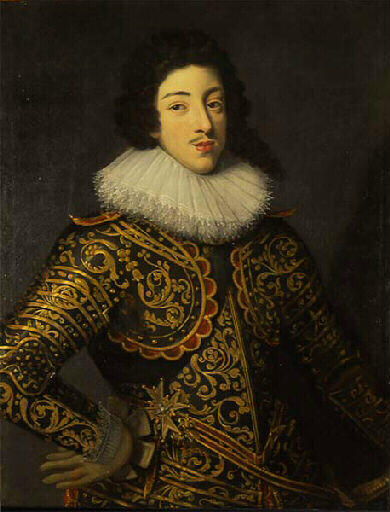
Портрет Людовика XIII роботи Франса Пурбуса Молодшого, 1620 р.

Протестанти під головуванням принца Конде, графа Суассонського та герцога Бульонського в цей час знову підняли повстання. Король поїхав до По, столиці Наварри для того, щоб відновити католицьку віру, яка була заборонена протестантами вже пів-століття. Він почав військову кампанію в 1621 році й захопив Сен-Жан-д'Анжелі. Та через невдалі дії Люїня зазнав поразки при Монтобані. Люїнь помер у тому ж році від скарлатини. Загалом Люїнь був не дуже добрим державним діячем і викликав невдоволення тим, що за дуже короткий строк, користуючись дружбою короля, накопичував багатства й титули.
Бажаючи більше уваги приділяти державним справам, Людовик XIII довірився в управлінні міністру Ніколя Брулару де Сіллері та його синам. Але через свою некомпетентність вони швидко втратили своє положення.
У 1624 році король призначив Рішельє першим міністром. Той, який пізніше став кардиналом, зосередив у своїх руках всі важелі управління королівством. Діючи задля об'єднання держави та зміцнення влади короля, він відібрав у 1628 році в гугенотів їхній останній форпост — Ла-Рошель, а в 1629 році своїх привілеїв були позбавлені протестанти Лангедока. Але за цим не було релігійних переслідувань. Король помилував усіх захисників Ла-Рошелі, що залишилися в живих, а релігійні свободи були підтверджені. Французький дім Неверів був закріплений у Мантуї, після війни за мантуанську спадщину (1628—1631 роки), що зміцнило вплив Французького королівства в Італії. Завдяки дипломатичній політиці Рішельє Французьке королівство успішно захистило свої інтереси в Тридцятирічній війні, не допустивши перемоги іспанських та австрійських Габсбургів.

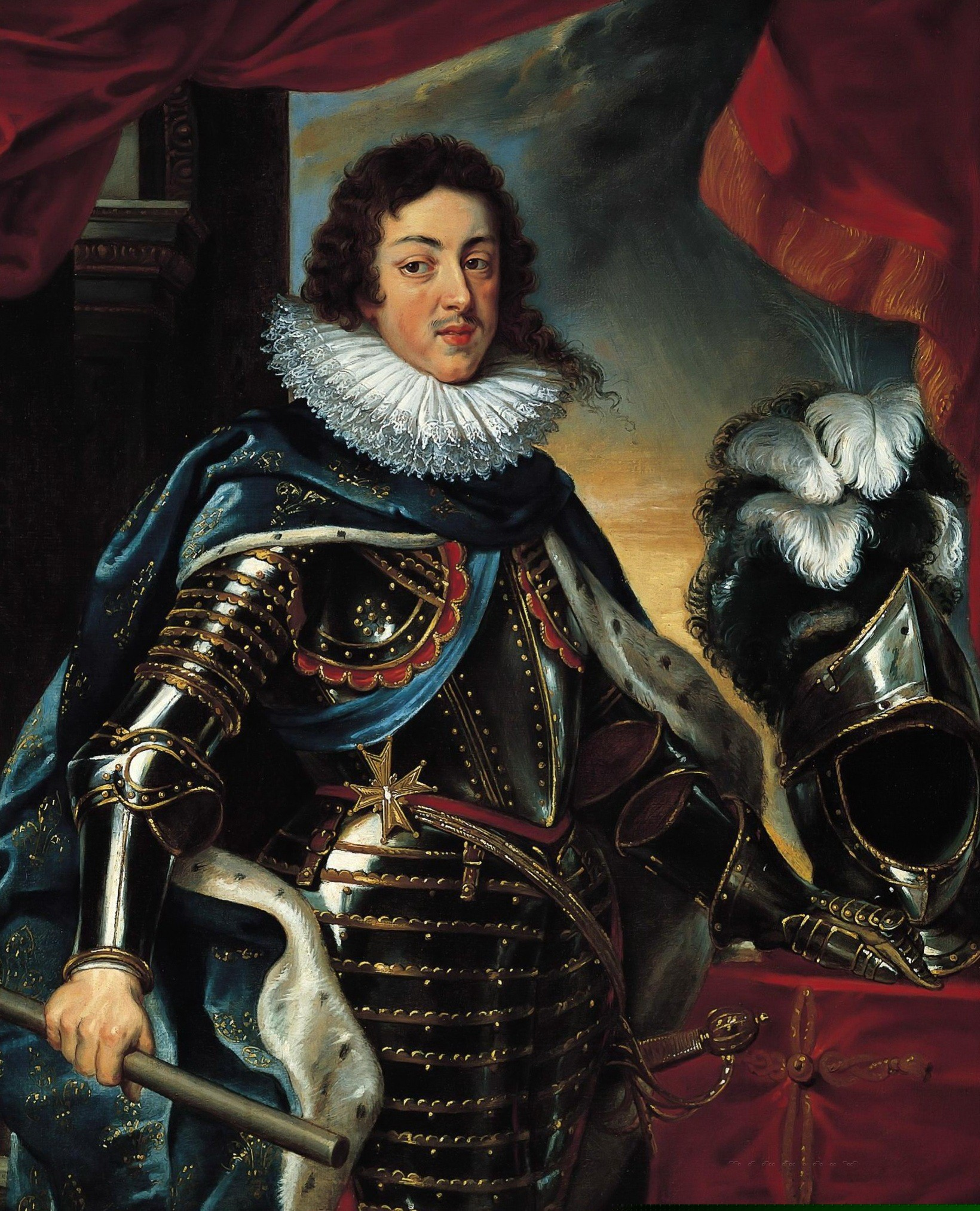
Портрет Людовика XIII роботи Пітера Пауля Рубенса

Усередині держави стараннями кардинала зміцнювався абсолютизм. Було придушено «фронду принців» та страчено герцога Монморансі. Король весь час захищав свого міністра від інтриг своїх родичів, серед яких особливо виділявся честолюбністю принц Гастон Орлеанський. Гастон Орлеанський, який тривалий час був спадкоємцем престолу, намагався усунути кардинала Рішельє, а згодом за допомогою Іспанської імперії стати королем.
Король модернізував порт Гавра та розпочав будівництво потужного флоту. Крім того, Людовик XIII піклувався про розвиток та управління Нової Франції, були організовані поселення в Квебеці — на захід від річки св. Лаврентія, від міста Квебек до Монреаля. Він допоміг св. Венсану де Полю організовувати його конгрегацію, яка займається допомогою бідним (його послідовниць почали називати сестрами милосердя). При ньому створено систему податкового контролю на основі призначення інтендантів. Було викарбувано перший луїдор.
Будучи побожним, Людовик XIII у 1638 році посвятив Французьке королівство Богоматері. Король піклувався про розвиток мистецтва у Королівстві Франція, хоча назвати його меценатом важко. Він допомагав художникам відвідувати Італію та вчитися там. Людовик XIII запросив великих художників Ніколя Пуссена та Філіпа де Шампена прикрашати Лувр.
Кардинал Рішельє помер за декілька місяців до смерті самого короля і його спадкоємцем став кардинал Мазаріні, який досяг вершини могутності під час регентства Анни Австрійської. Людовик помер від дисемінованого туберкульозу.

## Особисте життя

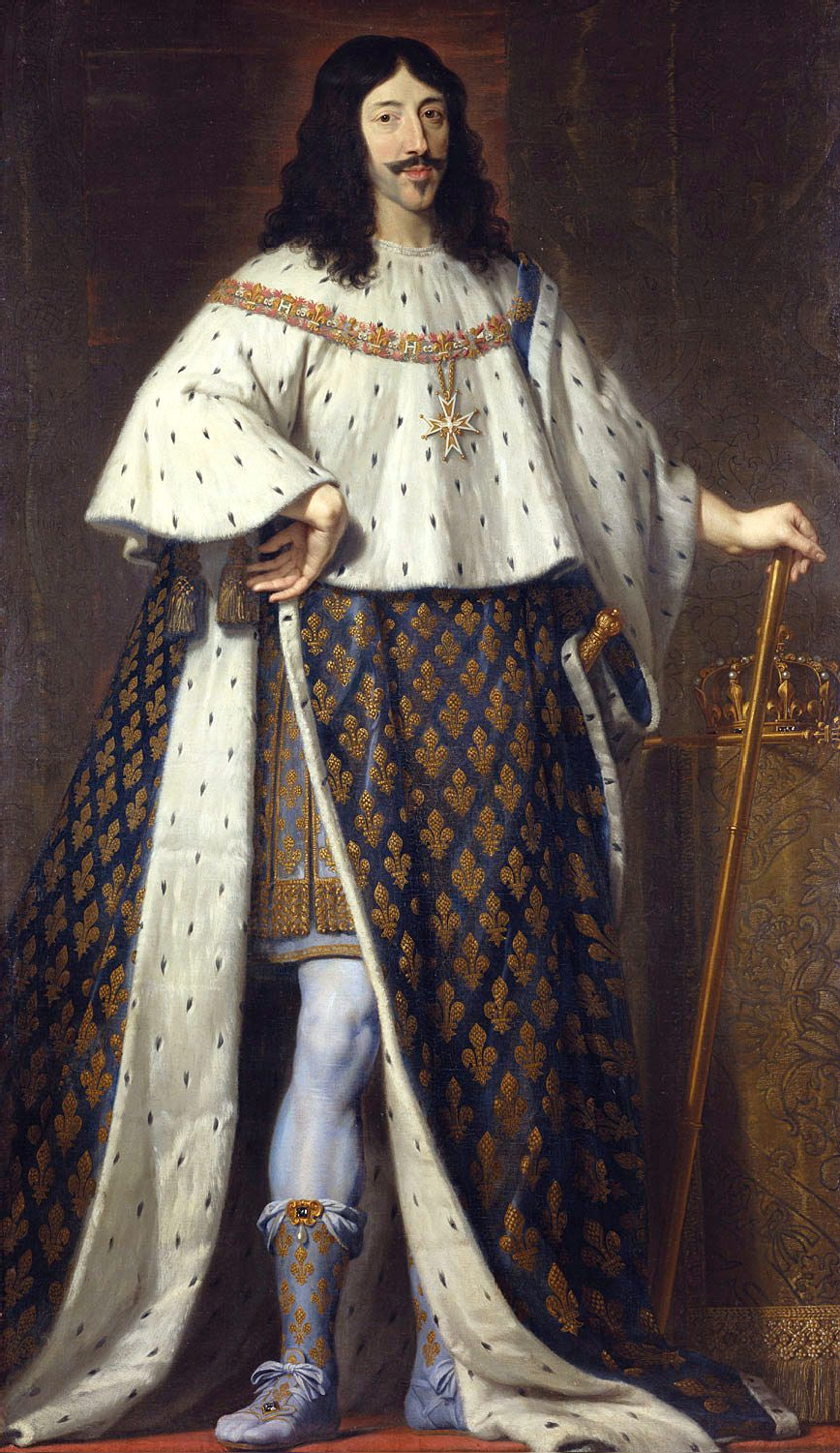
Коронаційний портрет Людовика XIII роботи Філіпа де Шампань

Немає жодних доказів того, що Людовик мав коханок (через що він отримав прізвисько «Людовик Цнотливий»), натомість є кілька повідомлень, які свідчать про те, що був гомосексуалом. Тривалий часовий проміжок між вагітностями королеви міг бути результатом відрази Людовика XIII до гетеросексуальної активності, що мало велике політичне значення, оскільки парі знадобилося понад 20 років шлюбу для народження Людовика XIV. Його інтереси в підлітковому віці були зосереджені на придворних чоловічої статі, і він розвинув сильну емоційну прихильність до свого фаворита, Шарля д'Альбера, хоча на думку деяких дослідників, немає чітких доказів сексуальних стосунків. Жедеон Таллеман де Рео, спираючись на чутки, розказані йому критиком короля (маркізою де Рамбуйє), у своїх «Істориках» (фр. Historiettes) прямо розмірковував про те, що відбувалося в королівському ліжку.
Додатковий зв'язок з конюхом Франсуа де Барадом закінчився, коли останній втратив прихильність, беручи участь в дуелі після того, як дуелі були заборонені королівським указом.

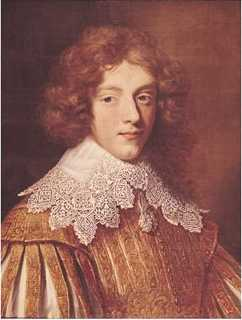
Анрі Куаф'є де Рузе, маркіз Сен-Мар

Людовика також захоплював Анрі Куаф'є де Рюзе, маркіз Сен-Мар, на 19 років молодший за нього, якого пізніше стратили 1642 року за змову з іспанцями під час війни з з Іспанською імперією. Таллеман описував, як під час королівської подорожі король «відправив пана ле Грана [де Сен-Мар] роздягнутися, який повернувся, прикрашений, як наречена. „У ліжко, у ліжко“, — нетерпляче сказав він йому… і міньйон не встиг лягти у ліжко, як король уже цілував йому руки. Але він не помітив, щоб пан ле Гран, чиє серце було деінде, відповів на його велику пристрасть».
Також до фаворитів Людовика XIII зараховували маркіза де Торе та герцога де Сен-Сімона.
Крім того, відомо про двох фавориток Людовика XIII — Марі де Отфор та Луїзу де Лафайєт. Але відносини з ними, скоріш за все, мали платонічний характер, вони були радше подругами та довіреними особами короля.

### Вплив на чоловічу моду
У сфері чоловічої моди Людовик допоміг запровадити носіння перук серед чоловіків у 1624 році. Ця мода поширилася в Європі та країнах, що перебували під європейським впливом, у 1660-х роках і була домінуючим стилем серед чоловіків протягом приблизно 140 років, до змін 1790-х років, на які вплинула Французька революція.

### Захоплення
Людовик XIII поділяв любов своєї матері до лютні, яка розвинулася в її дитинстві у Флоренції. Однією з його перших іграшок була лютня. Його особистий лікар, Жан Ероар, повідомляв, що він грав на ній для своєї матері в 1604 році, у віці трьох років. У 1635 році Людовик XIII написав музику, лібрето, розробив хореографію та створив костюми для «Мерлезонського балету». Сам король танцював у двох виставах балету того ж року. Він виконав ролі жінки-торговки, купця, збирача податків та бешкетного чорного дрозда, який вміло уникав пасток.

## Родина

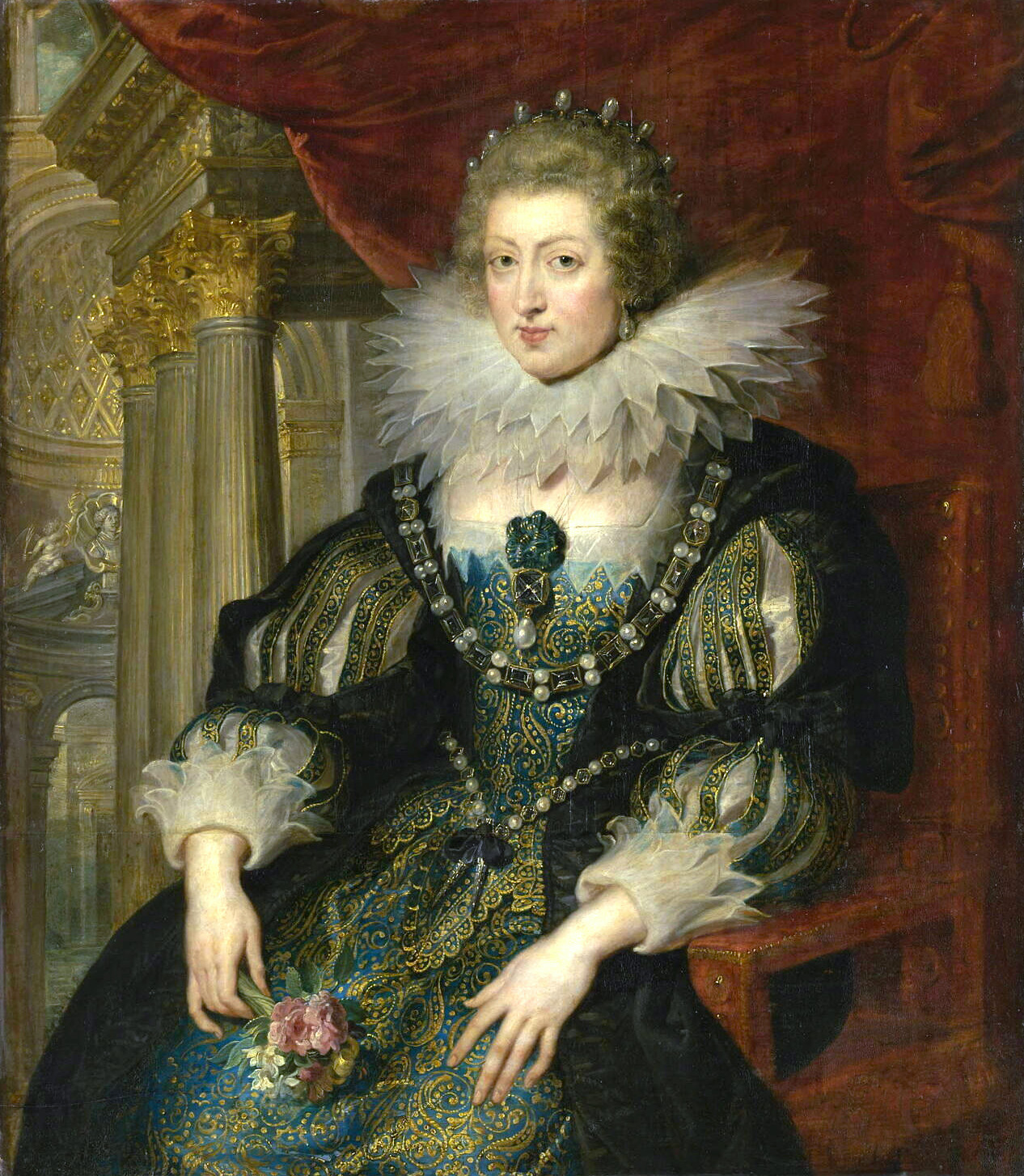
Анна Австрійська

Дружина — Анна Австрійська, донька Філіпа III Побожного, короля Іспанії та Португалії. Відносини між королем і Анною Австрійською були тривалий час доволі прохолодними. Лише після 23 років шлюбу й чотирьох викиднів королева народила першого сина в 1638 році.
Діти:
- Людовик (1638—1715) — став наступником свого батька у віці 4 років, король Франції у 1643—1715 роках, був двічі одружений, мав шестеро дітей у шлюбі та численних позашлюбних нащадків;
- Філіпп (1640—1701) — герцог Орлеанський, був двічі одружений, мав шестеро дітей.